# Tadeusz Sulimirski (archeolog)
Tadeusz Józef Sulimirski (ur. 1 kwietnia 1898 w Kobylanach, zm. 20 lub 21 czerwca 1983 w Londynie) – polski doktor prawa i filozofii, archeolog, historyk, doktor honoris causa Uniwersytetu Jagiellońskiego i rektor Polskiego Uniwersytetu na Obczyźnie w Londynie, rotmistrz rezerwy kawalerii Wojska Polskiego RP.

## Życiorys
Pochodził z rodziny o tradycjach przemysłowych w sferze naftowej. Był synem Wita (1874–1943) i Oktawii z Peszyńskich (1877–1959). Bratem Witolda (1899–1920), podporucznika kawalerii Wojska Polskiego i bratankiem Tadeusza Sulimirskiego, generała brygady Wojska Polskiego.
Uczestniczył w I wojnie światowej jako żołnierz Legiony Polskie w szeregach II Brygady. Był członkiem Polskiej Organizacji Wojskowej. W 1916 złożył maturę w Prywatnym Gimnazjum im. Adama Mickiewicza we Lwowie.
U kresu wojny w listopadzie 1918 brał udział w obronie Lwowa podczas wojny polsko-ukraińskiej, a w 1920 w wojnie polsko-bolszewickiej. W Wojsku Polskim został zweryfikowany w stopniu porucznika rezerwy kawalerii ze starszeństwem z dniem 1 czerwca 1919. W 1923, 1924 był oficerem rezerwowym 9 pułku ułanów małopolskich. Później został awansowany na stopień rotmistrza rezerwy kawalerii ze starszeństwem z dniem 2 stycznia 1932. W 1934 był zweryfikowany z 11 lokatą i w tym czasie był oficerem rezerwy 2 pułku pancernego w Żurawicy, pozostając w ewidencji Powiatowej Komendy Uzupełnień Lwów Miasto.
Ukończył gimnazjum we Lwowie. Odbył studia prawnicze na Wydziale Prawa Uniwersytetu Jana Kazimierza we Lwowie, a następnie studiował archeologię na Wydziale Humanistyczny Uniwersytetu Jana Kazimierza we Lwowie, gdzie uzyskał tytuł doktora prehistorii oraz antropologii. W 1929 został zastępcą profesora prehistorii. Jako docent był wykładowcą prahistorii na Wydziale Humanistycznym Uniwersytetu Jana Kazimierza we Lwowie w latach 1933–1936. Był członkiem przybranym Towarzystwa Naukowego we Lwowie i współpracownikiem Komisji antropologii i prehistorii Polskiej Akademii Umiejętności oraz delegatem do Rady Wydziałowej. Mieszkał we Lwowie przy ulicy Kadeckiej 4. W 1936 roku przeniósł się do Krakowa, gdzie objął jako profesor katedrę prehistorii na Uniwersytecie Jagiellońskim. W swoich badaniach zajmował się głównie problematyką antycznych plemion sarmackich. Był członkiem zwyczajnym Kasyna i Koła Literacko-Artystycznego we Lwowie.
Po agresji III Rzeszy i ZSRR na Polskę w 1939 udał się na emigrację. Przebywał w Wielkiej Brytanii. Był redaktorem naczelnym, funkcjonującego od 1940 do 1942, czasopisma Biuletyn Zachodnio-Słowiański. Został urzędnikiem rządu polskiego na uchodźstwie od 1 września 1941 był w Ministerstwie Religii i Oświecenia Publicznego, od 1941 był sekretarzem generalnym Ministerstwa Edukacji. 
Był organizatorem szkolnictwa średniego, uczelni Polish University College w Londynie, gdzie wykładał socjologię. W 1958 został profesorem archeologii w Instytucie Archeologii Uniwersytetu Londyńskiego. W latach 1952–1965 prowadził wykłady oraz seminaria na wielu uniwersytetach europejskich oraz amerykańskich (1968–1969). Członek założyciel i prezes Polskiego Towarzystwa Naukowego na Obczyźnie oraz prezes Polskiego Towarzystwa Historycznego w Wielkiej Brytanii. Pracował na Polskim Uniwersytecie na Obczyźnie w Londynie, gdzie wykładał prehistorię, pełnił funkcję dziekana i został wybrany rektorem na rok akademicki 1967/1968. Na jubileusz 80 urodzin w 1978 otrzymał tytuł doktora honoris causa tej uczelni. Został także doktorem honoris causa Uniwersytetu Jagiellońskiego. Był członkiem wielu stowarzyszeń i gremiów naukowych m.in.: Society of Antiquaries in London, Royal Anthropological Institute of Great Britain and Ireland, Polskie Towarzystwo Archeologiczne i Numizmatyczne, Prehistoric Society London-Cambridge.
5 lutego 1921 zawarł związek małżeński z Olgą Łepkowską (ur. 30 kwietnia 1899 roku we Lwowie, zm. 14 lutego 1997 roku w Londynie). Miał pięcioro dzieci: Felicja Oktawia (ur. 1921), Maria (ur. 1923), Witold (ur. 1933, przebywający w USA), Karol Jan (ur. 1936) i Jerzy Gwalbert (ur. 1937). Jego żona odziedziczyła dobra w Zasławiu po stryju Karolu Łepkowskim.
Zamieszkiwał przy ulicy Parkston Gardens w Londynie. Zmarł 20 lub 21 czerwca 1983 w Londynie. Został pochowany w rodzinnych Kobylanach.

## Wybrane publikacje
- Bronzy Małopolski Środkowej (1929)
- Kurhany komarowskie, Stanisławów 1939;
- The Sarmatians (vol. 73 in series „Ancient People and Places”) London: Thames & Hudson, 1970. (przetłumaczono na polski i wydano jako Sarmaci w 1979 przez PIW w serii Rodowody Cywilizacji);
- Kultura wysocka, 1931;
- Najstarsze dzieje narodu polskiego, Londyn 1941
- Polska przedhistoryczna, vol. 1 (1955), vol. 2 (1959) – on Prehistoric Poland.

## Odznaczenia
- Krzyż Niepodległości (16 marca 1937, za pracę w dziele odzyskania niepodległości)[22]
- Krzyż Walecznych – dwukrotnie
- Krzyż Obrony Lwowa[6]
- Odznaka pamiątkowa „Orlęta”[6]
- Złota odznaka honorowa Koła Lwowian w Londynie (1978)[23]